# Idles
Idles (стилізовано IDLES) — британський рок-гурт, утворений у Бристолі 2009 року. Видали п'ять альбомів: Brutalism (2017), Joy as an Act of Resistance (2018), Ultra Mono (2020), Crawler (2021) та Tangk (2024).

## Склад
Теперішні
- Джо Телбот (Joe Talbot) — лід-вокал (з 2009)
- Адам Девоншир (Adam Devonshire) — бас, бек-вокал (з 2009)
- Марк Бовен (Mark Bowen) — лід-гітара, бек-вокал (з 2009)
- Джон Бівіс (Jon Beavis) — ударні, бек-вокал (з 2011)
- Лі Кірнен (Lee Kiernan) — ритм-гітара, бек-вокал (з 2015)

Колишні
- Енді Стюарт (Andy Stewart) — ритм-гітара, бек-вокал (2010—2015)
- Джон Гарпер (Jon Harper) — ударні (2010—2011)

## Дискографія
- 2017 — Brutalism
- 2018 — Joy as an Act of Resistance
- 2020 — Ultra Mono
- 2021 — Crawler
- 2024 — Tangk